# Michiel Coxie

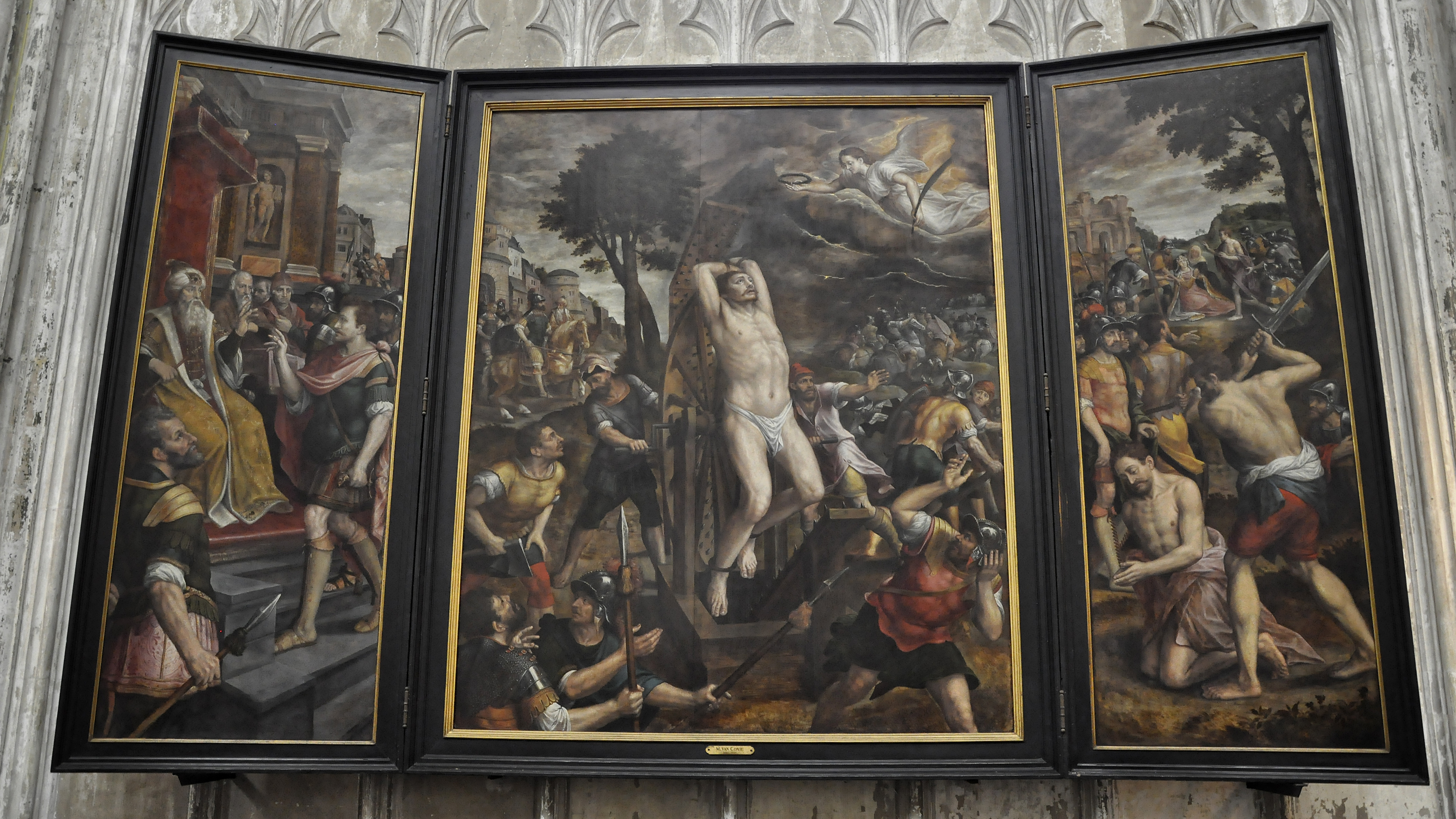
De marteling van Sint-Joris in de Sint-Romboutskathedraal in Mechelen

Michiel Coxie (soms ook Coxcie, Coxien, De Coxien, De Coxcie, Coxius, Van Coxcie of de bijnaam Michel de Malines) (Mechelen, 1499 – Antwerpen, 10 maart 1592) was een Vlaams kunstschilder.
Hij wordt gerekend tot de Noordelijke renaissance en wordt gezien als een van de belangrijkste vertegenwoordigers van het "Vlaamse romanisme". Naast portretten en religieuze taferelen schilderde Coxie ook ontwerpen (de zogenaamde "kartons") voor glasramen en wandtapijten. Zijn werk staat al vroeg sterk onder de invloed van de Italiaanse hoogrenaissance, met name van Rafaël.
Daarom wordt hij net als zijn jongere tijdgenoot Frans Floris soms de "Vlaamse Rafaël" genoemd.
Jan Coxie, ook een kunstschilder, was zijn achterkleinzoon.

## Verblijf in Italië
Volgens de Toscaanse schilder en kunstgeschiedschrijver Giorgio Vasari (die Coxie persoonlijk heeft gekend) kwam hij tijdens een verblijf in Rome (ca. 1530-1539) in contact met het werk van Rafaël. Voordien genoot Coxie naar alle waarschijnlijkheid in Brussel een opleiding bij Barend van Orley. Geen enkel werk uit de periode voor zijn reis naar Italië is met zekerheid als dusdanig te identificeren. In 1531 deed de Nederlandse kardinaal Willem van Enckenvoirt een beroep op Coxie om in Rome de Sint-Barbarakapel in de kerk van Santa Maria dell'Anima te decoreren met fresco's. Coxie was waarschijnlijk de eerste Nederlandse schilder die zich in deze typisch Italiaanse techniek bekwaamde. Deze opdracht nam vele jaren in beslag maar het resultaat werd in 1534 bekroond door de prestigieuze Accademia di San Luca, waarvan Coxie ook het lidmaatschap werd aangeboden. Deze gebeurtenissen wijzen er op dat Coxie door zijn Italiaanse collega's hooglijk werd geapprecieerd. Nadien voerde Coxie ook nog fresco's uit in de Santa Maria dell'Anima zelf, en in de oude Sint-Pietersbasiliek. Doordat dit laat-antieke bouwwerk enkele jaren later werd vervangen door de nieuwe constructie van Michelangelo blijft er van dit werk niets over.

## Terugkeer naar de Nederlanden
In 1539 keerde Coxie naar de Nederlanden terug. Op 11 november van dat jaar laat hij zich in het schildersgilde van zijn geboortestad inschrijven. Vier jaar later verwerft hij het poorterschap van Brussel. Uit zijn eerste huwelijk met Ida van Hasselt werden drie kinderen geboren die ook allen in het kunstenaarsvak zouden treden. Na de dood van zijn eerste vrouw in 1569 huwt Coxie voor de tweede maal met Jeanne van Schelle. Zij zal hem nog een dochter en twee zoons schenken waarvan de oudste ook schilder zal worden.
Het beste werk dat uit de periode onmiddellijk na zijn terugkeer uit Italië bewaard bleef is de triptiek met de Heilige Familie (Kremsmünster, Stiftsgalerie). Deze triptiek is gesigneerd en 1540 gedateerd. Men neemt aan dat dit werk identiek is een het altaarstuk dat volgens de overlevering door Coxie werd geschilderd voor het Antwerpse gilde van de kousenwevers. Dit werk bevond zich in de kathedraal van Antwerpen en werd onder meer door Pieter Paul Rubens erg bewonderd. Het architecturale kader en de poses van de figuren refereren aan het werk van Rafael dat Coxie in Italië uitgebreid had kunnen bestuderen. Coxie schiep hier een zeer uitgebalanceerde compositie naar het voorbeeld van de schilders van de hoogrenaissance. Ook het coloriet met zijn felle gesatureerde kleuren doet heel sterk aan Italiaanse voorbeelden denken en breekt heel bewust met de Nederlandse traditie.

## In dienst van de Habsburgers

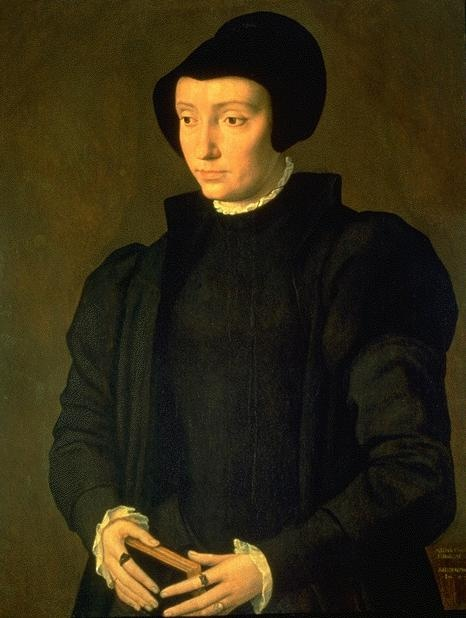
Portret van Christina van Denemarken, Allen Memorial Art Museum, Oberlin

Coxie introduceert in de Nederlanden een nogal schools aandoend romanisme dat aanvankelijk vooral bij het hof en in de hogere kringen zal worden gesmaakt. Vanaf het midden van de jaren 1540 voert hij regelmatig opdrachten uit voor het Habsburgse hof en haar relaties. Uit 1545 dateert bijvoorbeeld het portret van Christina van Denemarken (Oberlin, Ohio, The Allen Memorial Art Museum) die op dat moment aan het hof van haar tante Maria van Hongarije in Mechelen verbleef. Een document in het archief van Rijsel bewijst dat Coxie in 1554 werd betaald voor het schilderen van de portretten van "L'Empreur, l'Impératrice, la Royne très chrestienne et ladite Reine Régente à raison de trente cinq escuz chacun tableau" (dus van keizer Karel V, zijn overleden echtgenote Isabella van Portugal, Karels moeder Johanna van Castilië en Karels zuster de landvoogdes Maria van Hongarije.) Coxie werkt geregeld voor Karel V en zijn familie en ontvangt van diens zoon Filips II de titel "peintre de la cour". Van de Spaanse koning krijgt hij ook de opmerkelijke opdracht om gedetailleerde kopieën te vervaardigen naar beroemde oude schilderijen van de Vlaamse Primitieven die de vorst wenst te bezitten. Zo kopieert Coxie het "Lam Gods" van Jan van Eyck uit de Sint-Baafskathedraal in Gent (de onderdelen van de kopie zijn nu verspreid over de musea van Brussel, München en Berlijn). Zijn kopie is bestemd voor het hoofdaltaar van de koninklijke kapel in het Alcazar (toenmalig koninklijke paleis) in Madrid. Enkele jaren later bestelt Filips bij Coxie ook nog een kopie naar Rogier van der Weydens Kruisafneming. Het origineel was al in het bezit van de koning maar Filips wenst een kopie voor het altaar van de kapel van zijn jachtslot "El Pardo" bij Madrid (het origineel is nu in het Museo del Prado in Madrid, de kopie in het Escorial).
Coxie voert ook opdrachten uit voor belangrijke keizerlijke raadsleden en vertrouwelingen. Voor de familie van Guy Morillon, secretaris van de keizer, schildert hij in 1548 de "Morillontriptiek" (Leuven, Stedelijk Museum). Hier kan hij zijn talent als historieschilder combineren met zijn vaardigheden als portrettist. De zijpanelen van dergelijke altaarstukken bevatten immers steeds de bidportretten van de opdrachtgevers. Soortgelijke werken zijn ook de "Hosdentriptiek" (1571, Leuven, Stedelijk Museum) en de triptiek van Gillis van Busleyden en Leonard von Thurn und Taxis (Brussel, Koninklijke Musea voor Schone Kunsten).

## De latere jaren
Coxie keerde terug naar Mechelen omstreeks 1559, waar hij zich als rijk burger vestigde in een herenhuis aan de Bruul. Zijn opdrachtgevers kwamen echter van over heel de Zuidelijke Nederlanden en ook daarbuiten. In 1572 werden zijn meubels gestolen door Spaanse soldaten, maar hij slaagde erin ze via zijn connecties bij het hof terug te krijgen. Rond 1585 verbleef hij in Antwerpen. Tussen 1586 en 1589 schilderde hij nog drie indrukwekkende triptieken, waaronder de triptieken van de "Gilde van de grote voetboog" voor de Sint-Romboutskathedraal in Mechelen en voor de Onze-Lieve-Vrouwekathedraal van Antwerpen. Coxies latere stijl vertoont niet meer zo sterk de rafaëleske invloeden van weleer. Het coloriet is versomberd en hij speelt met afwisselende partijen van licht en schaduw. De vormen van de figuren worden wat expressiever en gemaniëreerder. De composities zijn eerder onoverzichtelijk.

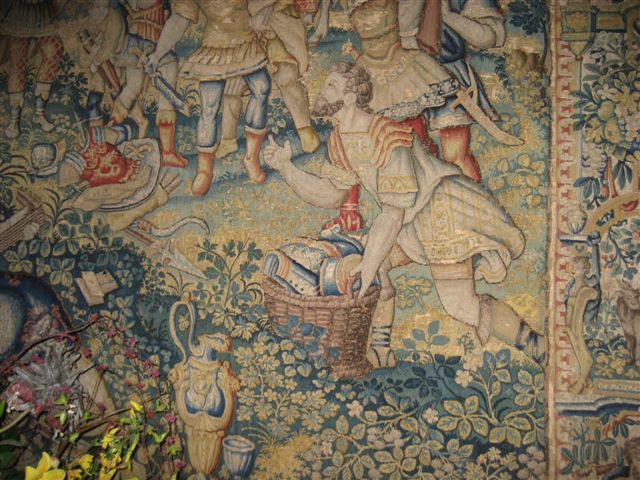
Detail wandtapijt in het Geelvinck-Hinlopen Huis

Coxie schilderde de "kartons" voor de beroemde wandtapijtenreeks met de geschiedenissen van Mozes en Noah die koning Sigismund II August van Polen via tussenpersonen bij Brusselse wevers bestelde. De oorspronkelijke editie (er bestaan ook vele heredities) worden vandaag nog steeds in de koninklijke Wawelburcht in Krakau bewaard waarvoor ze ook waren bestemd. Ook vele andere wandtapijten worden aan hem
toegeschreven. Zowel in het Skokloster als in Museum Geelvinck Hinlopen Huis hangen latere edities van de series: De geschiedenis van Cyrus. De originele series zijn te zien in de Zaal van de Hellebardiers in het Palacio Real in Madrid.
Ook in dit genre introduceerde Coxie de vormentaal van de Italiaanse hoogrenaissance. De groots opgezette composities met monumentale figuren en klassiek aandoende naakten leunen aan bij de stijl van Rafaël. Toch is ook de invloed van Barend van Orley nog duidelijk aanwezig, met name in de fijne detaillering van de ontelbare details die aan achtergronden en omgeving werden toegevoegd en die in de verfijnde techniek van de Brusselse wevers op een schitterende manier zijn uitgewerkt.
Ook in zijn ontwerpen van glasramen treedt hij in het voetspoor van zijn vroegere meester. Wanneer van Orley de bestelling voor de glasramen van de Sint-Michiels en Sint-Goedelekathedraal in Brussel niet kan voltooien doet het hof in 1542 een beroep op Coxie om de ramen voor kapel van het Mirakel van het Heilig Sacrament te voltooien. Coxies ontwerpen sluiten goed aan bij het werk van zijn voorganger maar bezitten toch onmiskenbaar het karakter van Coxies meer Italianiserende stijl.
Coxie overleed na een val van een stelling in het stadhuis van Antwerpen, waar men bezig was met restauratiewerken aan een van zijn schilderingen.

## Catalogus

### Prenten en tekeningen

#### Gesigneerde werken
- De Koperen Slang, ca. 1499 – 1592, 292 x 423 mm, gravure-ets, papier, Los Angeles, County Museum of Art, inv. nr. M.88.91.98
- De Koperen Slang, ca. 1499 – 1592, 297 x 428 mm, gravure-ets, papier, Cambridge, Harvard Art Museum/Fogg museum, inv. nr. G9083
- De Koperen Slang, ca. 1514 – 1592, 294 x 425 mm, gravure, papier, Londen, British Museum, inv.nr. V,2.16
- De Koperen Slang, ca. 1514 – 1592, 296 x 426 mm, gravure, papier, Londen, British Museum, inv.nr. 1971,0918.2
- De Koperen Slang, s.a., 293 x 425 mm, gravure, papier, Brussel, Koninklijke Bibliotheek prentenkabinet, inv.nr. S.II 24133
- Clemency of Scipio, ca. 1514 – 1592, 222 x 298 mm, tekening, papier, Londen, British Museum, inv.nr. 1946,0713.151
- Het Martelaarschap van de Heilige Barbara, ca. 1532 – 1534, 278 x 190 mm, tekening, papier, plaats onbekend, particuliere collectie
- Triomf van het leven, 1568, 203 x 373 mm, ets/gravure, papier, Londen, British Museum, inv.nr. 1869,0410.141
- Triomf van de dood, 1568, 202 x 374 mm, ets/gravure, papier, Londen, British Museum, inv.nr. 1869,0410.142
- Triomf van de Tijd, ca. 1545 – 1555, 263 x 360 mm, tekening, papier, Boedapest, Szépmüvészeti Múzeum, inv.nr. 1332
- The Rape of Ganymede by Jupiter, 1414-1592, 176 x 136 mm, tekening, papier, Londen, British Museum, inv.nr. 1861,0112.1
- zonder titel (Jupiter en Antiope), 1414-1592, 173 x 135 mm, tekening, papier, Londen, British Museum, inv.nr. 1861,0112.2
- zonder titel (Jupiter en Alkmene), 1414-1592, 173 x 136 mm, tekening, papier, Londen, British Museum, inv.nr. 1861,0112.3
- zonder titel (Jupiter en Europa), 1414-1592, 177 x 132 mm, tekening, papier, Londen, British Museum, inv.nr. 1861,0112.5
- zonder titel (Jupiter en Proserpina), 1414-1592, 172 x 136 mm, tekening, papier, Londen, British Museum, inv.nr. 1861,0112.7
- zonder titel (Jupiter en Juno), 1414-1592, 171 x 137 mm, tekening, papier, Londen, British Museum, inv.nr. 1861,0112.9
- zonder titel (Jupiter en Calisto), 1414-1592, 176 x 134 mm, tekening, papier, Londen, British Museum, inv.nr. 1861,0112.10
- schets van Heilige Maagd naar Annunicatie gesloten paneel Lam Gods door Van Eyck, 1557-1558, 343 x 267 mm, tekening, papier, [Honolulu Academy of Arts, zie J.S. Held in Art Quarterly, 1954, pp.58-61]
- Doop van Christus, [s.a.], 205 x 275 mm, tekening, papier, Florence, Uffizi, inv.nr. 2315

#### Toegeschreven werken (ongesigneerd)
- A satyr seated aside the branche of tree, ca. 1514 – 1592, 181 x 139 mm, tekening, papier, Londen, British Museum, inv.nr. SL,5224.22
- Amor en slapende Venus, ca. 1514 – 1592, 154 x 114 mm, tekening, papier, Londen, British Museum, inv.nr. 5226.119 recto
- Amor en slapende Venus, ca. 1514 – 1592, 154 x 114 mm, tekening, papier, Londen, British Museum, inv.nr. 5226.119 verso
- Anointing the Dead Christ, ca. 1499-1592, 331 x 228 mm, tekening, papier, Cambridge, Harvard Art Museum/Fogg museum, inv. nr. 2002.95.84
- Bergachtig landschap met meer en ruïnes, ca. 1514 – 1593, 207 x 295 mm, tekening, papier, Braunschweig, Herzog Anton Ulrich-Museum, inv.nr. Z.1636
- Cupido en Venus, ca. 1514 – 1592, 155 x 116 mm, tekening, papier, Londen, British Museum, inv.nr. SL,5226.119
- De beraadslagingen van koning Roboam, ca. 1499 – 1592, 195 x 298 mm, tekening, papier, Antwerpen, Museum Mayer van den Bergh, inv. nr. onbekend
- De koperen slang, ca. 1499 – 1592, 207 x 329 mm, tekening, papier, Cambridge, Harvard Art Museum/Fogg museum, inv. nr. 1982.50
- Figure d'ange drapé, volant, portant un sceptre, ca. 1499 – 1592, 304 x 209 mm, tekening, papier, Parijs, Louvre Museum, inv. nr. 12631
- Groupe de femmes avec leurs nourrissons, 1499 – 1592, 130 x 188 mm, tekening, papier, Parijs, Louvre Museum, inv. nr. 12624
- H. Sebastiaan, ca. 1514 – 1592, 464 x 245 mm, tekening pen en penseel, papier, Wenen, Graphische Sammlung Albertina, inv.nr. 2999
- Hercules en Cacus, ca. 1514 – 1592, 118 x 182 mm, tekening, papier, Engeland, particuliere collectie
- Jupiter making love to Aegina, ca. 1414 – 1592, 170 x 137 mm, tekening, papier, Londen, British Museum, inv.nr. 1861,0112.6
- Jupiter, in the form of a swan, making love to Leda, ca. 1414 – 1592, 172 x 134 mm, tekening, papier, Londen, British Museum, inv.nr. 1861,0112.8
- Jupiter, on a cloud with attributes, appearing to the seated Semele, ca. 1414 – 1592, 174 x 138 mm, tekening, papier, Londen, British Museum, inv.nr. 1861,0112.4
- Le vieille servante racontant l'histoire de Psyché à la jeune captive, ca. 1499 – 1592, 176 x 231 mm, Parijs, Louvre Museum, inv. nr. 1615
- Maria met Kind gezeten op een kerkgebouw in rotslandschap, ca. 1515 – 1592, 342 x 267 mm, tekening, papier, Braunschweig, Herzog Anton Ulrich-Museum, inv.nr. Z.1790
- Triomf van de dood, ca. 1499 – 1592, 203 x 372 mm, burijngravure, papier, Luik, Collection Artistique de l’Université de Liège, inv. nr. 32
- Triomf van de Dood, ca. 1545 – 1555, 255 x 383 mm, tekening, papier, Boedapest, Szépmüvészeti Múzeum, inv.nr. 2498
- Triomf van de Kuisheid, ca. 1545 – 1555, 257 x 383 mm, tekening, papier, Boedapest, Szépmüvészeti Múzeum, inv.nr. 2842
- Triomf van de Liefde, ca. 1545 – 1555, 253 x 382 mm, tekening, papier, Boedapest, Szépmüvészeti Múzeum, inv.nr. 1386
- Triomf van de Roem, ca. 1545 – 1555, 257 x 383 mm, tekening, papier, Boedapest, Szépmüvészeti Múzeum, inv.nr. 2841
- Triomf van Scipio Africanus, 1533, 185 x 249 mm, tekening, papier, Braunschweig, Herzog Anton Ulrich-Museum, inv.nr. Z.1264
- zonder titel, s.a., afmetingen onbekend, tekening pen en penseel, papier, London, Victoria & Albert Museum, Prints, Drawings and Painting Collection, 3300
- zonder titel, s.a., afmetingen onbekend, tekening pen en penseel, papier, London, Victoria & Albert Museum, Prints, Drawings and Painting Collection, 3299

#### Naar Coxcie

##### Anoniem
- Zonder titel [Vijf hoofden, inclusief hoofd van Christus, en hand, naar triptiek Laatste Avondmaal door Michiel Coxcie, Brussel, Koninklijke Musea voor Schone Kunsten], ca. 1514 - 1592, 267 x 195 mm, tekening, papier, Londen, British Museum, inv.nr. SL,5227.1

##### Cornelis Bos
- zonder titel, ca. 1530 – 1556, 272 x 385 mm, gravure, papier, Londen, British Museum, inv.nr. 1951,0407.126
- zonder titel, ca. 1530 – 1556, 278 x 388 mm, gravure, papier, Londen, British Museum, inv.nr. li,5.26

##### Cornelis Cort
- De zondeval en de verdrijving uit het paradijs, ca. 1548 – 1578, 187 x 340 mm, gravure, papier, Leiden, Prentenkabinet van de Universiteit, inv.nr. onbekend
- Het uitstorten van de H. Geest, ca. 1548 – 1578, 212 x 280 mm, gravure, papier, Leiden, Prentenkabinet van de Universiteit, inv.nr. onbekend
- zonder titel, 1564, 283 x 205 mm, gravure, papier, Londen, British Museum, inv.nr. 1929,0715.34
- zonder titel, 1562, 290 x 322 mm, gravure, papier, Londen, British Museum, inv.nr. 1976,0925.1

##### Bartholomeus Willemsz. Dolendo
- Bartholomeus Willemsz. Dolendo (graveur), Claes Jansz. Visscher (uitgever) [Quam beata Domus David ex quia…], s.a., gravure, [collectie onbekend; knipsel in RKD: RKD ONT/NEDERLANDEN BD/0278]

##### Meester met de Teerling
- Fabel van Cupido en Psyche (plaat 1), ca. 1530 – 1560, 191 x 230 mm, gravure, papier, Londen, British Museum, inv.nr. M,44.2
- Fabel van Cupido en Psyche (plaat 1), ca. 1530 – 1560, 195 x 230 mm, gravure, papier, Londen, British Museum, inv.nr. M,44.3
- Fabel van Cupido en Psyche (plaat 1), ca. 1520 – 1535, 198 x 231 mm, gravure, papier, Londen, British Museum, inv.nr. L,67.1
- Fabel van Cupido en Psyche (plaat 1), ca. 1530 – 1560, 192 x 227 mm, gravure, papier, Londen, British Museum, inv.nr. 1982,U.3238
- Fabel van Cupido en Psyche (plaat 2), ca. 1530 – 1560, 199 x 230 mm, gravure, papier, Londen, British Museum, inv.nr. M,44.5
- Fabel van Cupido en Psyche (plaat 2), ca. 1530 – 1560, 199 x 230 mm, gravure, papier, Londen, British Museum, inv.nr. M,44.4
- Fabel van Cupido en Psyche (plaat 3), ca. 1530 – 1560, 195 x 231 mm, gravure, papier, Londen, British Museum, inv.nr. M,44.7
- Fabel van Cupido en Psyche (plaat 3), ca. 1530 – 1560, 192 x 226 mm, gravure, papier, Londen, British Museum, inv.nr. M,44.6
- Fabel van Cupido en Psyche (plaat 4), ca. 1520 – 1535, 198 x 225 mm, gravure, papier, Londen, British Museum, inv.nr. L,67.4
- Fabel van Cupido en Psyche (plaat 5), ca. 1530 – 1560, 192 x 230 mm, gravure, papier, Londen, British Museum, inv.nr. M,44.11
- Fabel van Cupido en Psyche (plaat 5), ca. 1530 – 1560, 184 x 227 mm, gravure, papier, Londen, British Museum, inv.nr. M,44.10
- Fabel van Cupido en Psyche (plaat 6), ca. 1530 – 1560, 195 x 230 mm, gravure, papier, Londen, British Museum, inv.nr. M,44.13
- Fabel van Cupido en Psyche (plaat 6), ca. 1530 – 1560, 198 x 230 mm, gravure, papier, Londen, British Museum, inv.nr. M,44.12
- Fabel van Cupido en Psyche (plaat 6), ca. 1520 – 1535, 195 x 229 mm, gravure, papier, Londen, British Museum, inv.nr. L,67.6
- Fabel van Cupido en Psyche (plaat 8), ca. 1520 – 1535, 193 x 230 mm, gravure, papier, Londen, British Museum, inv.nr. L,67.8
- Fabel van Cupido en Psyche (plaat 8), ca. 1530 – 1560, 195 x 233 mm, gravure, papier, Londen, British Museum, inv.nr. M,44.16
- Fabel van Cupido en Psyche (plaat 8), ca. 1520 – 1536, 195 x 233 mm, gravure, papier, Londen, British Museum, inv.nr. M,44.17
- Fabel van Cupido en Psyche (plaat 9), ca. 1530 – 1560, 192 x 228 mm, gravure, papier, Londen, British Museum, inv.nr. M,44.19
- Fabel van Cupido en Psyche (plaat 9), ca. 1520 – 1535, 195 x 230 mm, gravure, papier, Londen, British Museum, inv.nr. L,67.9
- Fabel van Cupido en Psyche (plaat 9), ca. 1530 – 1560, 194 x 234 mm, gravure, papier, Londen, British Museum, inv.nr. M,44.18
- Fabel van Cupido en Psyche (plaat 10), ca. 1520 – 1535, 200 x 230 mm, gravure, ets, Londen, British Museum, inv.nr. L,67.10
- Fabel van Cupido en Psyche (plaat 10), ca. 1530 – 1560, 199 x 230 mm, gravure, ets, Londen, British Museum, inv.nr. M,44.21
- Fabel van Cupido en Psyche (plaat 11), ca. 1520 – 1535, 198 x 224 mm, gravure, papier, Londen, British Museum, inv.nr. L,67.11
- Fabel van Cupido en Psyche (plaat 11), ca. 1530 – 1560, 200 x 230 mm, gravure, papier, Londen, British Museum, inv.nr. M,44.22
- Fabel van Cupido en Psyche (plaat 11), ca. 1530 – 1560, 196 x 226 mm, gravure, papier, Londen, British Museum, inv.nr. M,44.23
- Fabel van Cupido en Psyche (plaat 12), ca 1530 - 1560, 184 x 230 mm, gravure, papier, Londen, British Museum, inv.nr.: M,44.24
- Fabel van Cupido en Psyche (plaat 12), ca. 1520 – 1535, 199 x 233 mm, gravure, papier, Londen, British Museum, inv.nr. L,67.12
- Fabel van Cupido en Psyche (plaat 12), ca. 1530 – 1560, 196 x 233 mm, gravure, papier, Londen, British Museum, inv.nr. M,44.25
- Fabel van Cupido en Psyche (plaat 14), ca. 1520 – 1535, 196 x 231 mm, gravure, papier, Londen, British Museum, inv.nr. L,67.14
- Fabel van Cupido en Psyche (plaat 14), ca. 1530 – 1560, 195 x 232 mm, gravure, papier, Londen, British Museum, inv.nr. M,44.28
- Fabel van Cupido en Psyche (plaat 14), ca. 1530 – 1560, 195 x 231 mm, gravure, papier, Londen, British Museum, inv.nr. M,44.29
- Fabel van Cupido en Psyche (plaat 15), ca. 1520 – 1535, 200 x 231 mm, gravure, papier, Londen, British Museum, inv.nr. L,67.15
- Fabel van Cupido en Psyche (plaat 15), ca. 1530 – 1560, 200 x 235 mm, gravure, papier, Londen, British Museum, inv.nr. M,44.30
- Fabel van Cupido en Psyche (plaat 15), ca. 1530 – 1560, 200 x 235 mm, gravure, papier, Londen, British Museum, inv.nr. M,44.31
- Fabel van Cupido en Psyche (plaat 16), ca. 1520 – 1535, 201 x 232 mm, gravure, papier, Londen, British Museum, inv.nr. L,67.16
- Fabel van Cupido en Psyche (plaat 16), ca. 1530 – 1560, 196 x 233 mm, gravure, papier, Londen, British Museum, inv.nr. M,44.32
- Fabel van Cupido en Psyche (plaat 16), ca. 1530 – 1560, 199 x 232 mm, gravure, papier, Londen, British Museum, inv.nr. M,44.33
- Fabel van Cupido en Psyche (plaat 17), ca. 1520 – 1535, 197 x 230 mm, gravure, papier, Londen, British Museum, inv.nr. L,67.17
- Fabel van Cupido en Psyche (plaat 17), ca. 1530 – 1560, 195 x 230 mm, gravure, papier, Londen, British Museum, inv.nr. M,44.35
- Fabel van Cupido en Psyche (plaat 17), ca. 1530 – 1560, 205 x 235 mm, gravure, papier, Londen, British Museum, inv.nr. 1868,0822.65
- Fabel van Cupido en Psyche (plaat 18), ca. 1520 x 1535, 195 x 227 mm, gravure, papier, Londen, British Museum, inv.nr. L,67.18
- Fabel van Cupido en Psyche (plaat 18), ca. 1530 x 1560, 190 x 230 mm, gravure, papier, Londen, British Museum, inv.nr. M,44.37
- Fabel van Cupido en Psyche (plaat 19), ca. 1530 – 1560, 190 x 230 mm, gravure, papier, Londen, British Museum, inv.nr. M,44.38
- Fabel van Cupido en Psyche (plaat 19), ca. 1530 – 1560, 195 x 230 mm, gravure, papier, Londen, British Museum, inv.nr. M,44.39
- Fabel van Cupido en Psyche (plaat 19), ca. 1520 – 1535, 197 x 230 mm, gravure, papier, Londen, British Museum, inv.nr. L,67.19
- Fabel van Cupido en Psyche (plaat 19), ca. 1520 – 1535, 203 x 235 mm, gravure, papier, Londen, British Museum, inv.nr. 1868,0822.66
- Fabel van Cupido en Psyche (plaat 20), ca. 1530 – 1560, 195 x 230 mm, gravure, papier, Londen, British Museum, inv.nr. M,44.40
- Fabel van Cupido en Psyche (plaat 20), ca. 1530 – 1560, 200 x 230 mm, gravure, papier, Londen, British Museum, inv.nr. M,44.41
- Fabel van Cupido en Psyche (plaat 20), ca. 1520 – 1535, 200 x 230 mm, gravure, papier, Londen, British Museum, inv.nr. L,67.20
- Fabel van Cupido en Psyche (plaat 21), ca. 1520 – 1535, 201 x 230 mm, gravure, papier, Londen, British Museum, inv.nr. L,67.21
- Fabel van Cupido en Psyche (plaat 21), ca. 1530 – 1560, 200 x 230 mm, gravure, papier, Londen, British Museum, inv.nr. M,44.43
- Fabel van Cupido en Psyche (plaat 22), ca. 1530 – 1560, 195 x 230 mm, gravure, papier, Londen, British Museum, inv.nr. M,44.44
- Fabel van Cupido en Psyche (plaat 22), ca. 1530 – 1560, 195 x 228 mm, gravure, papier, Londen, British Museum, inv.nr. M,44.45
- Fabel van Cupido en Psyche (plaat 22), ca. 1520 – 1535, 195 x 225 mm, gravure, papier, Londen, British Museum, inv.nr. L,67.22
- Fabel van Cupido en Psyche (plaat 23), ca. 1530 – 1560, 190 x 227 mm, gravure, papier, Londen, British Museum, inv.nr. M,44.46
- Fabel van Cupido en Psyche (plaat 23), ca. 1530 – 1560, 200 x 230 mm, gravure, papier, Londen, British Museum, inv.nr. M,44.47
- Fabel van Cupido en Psyche (plaat 23), ca. 1520 – 1535, 198 x 230 mm, gravure, papier, Londen, British Museum, inv.nr. L,67.23
- Fabel van Cupido en Psyche (plaat 24), ca. 1530 - 1560, 196 x 227 mm, gravure, papier, Londen, British Museum, inv. nr: M,44.49
- Fabel van Cupido en Psyche (plaat 24), ca. 1530 - 1560, 200 x 230 mm, gravure, papier, Londen, British Museum, inv. nr: M,44.50
- Fabel van Cupido en Psyche (plaat 24), ca. 1520 – 1535, 198 x 230 mm, gravure, papier, Londen, British Museum, inv.nr. L,67.25
- Fabel van Cupido en Psyche (plaat 25), ca. 1530 – 1560, 185 x 225 mm, gravure, papier, Londen, British Museum, inv.nr. M,44.51
- Fabel van Cupido en Psyche (plaat 25), ca. 1530 – 1560, 195 x 228 mm, gravure, papier, Londen, British Museum, inv.nr. M,44.52
- Fabel van Cupido en Psyche (plaat 25), ca. 1520 – 1535, 189 x 226 mm, gravure, papier, Londen, British Museum, inv.nr. L,67.26
- Fabel van Cupido en Psyche (plaat 26), ca. 1530 – 1560, 187 x 224 mm, gravure, papier, Londen, British Museum, inv.nr. M,44.53
- Fabel van Cupido en Psyche (plaat 26), ca. 1530 – 1560, 191 x 225 mm, gravure, papier, Londen, British Museum, inv.nr. M,44.54
- Fabel van Cupido en Psyche (plaat 26), ca. 1520 – 1535, 195 x 228 mm, gravure, papier, Londen, British Museum, inv.nr. L,67.27
- Fabel van Cupido en Psyche (plaat 27), ca. 1530 – 1560, 200 x 229 mm, gravure, papier, Londen, British Museum, inv.nr. M,44.55
- Fabel van Cupido en Psyche (plaat 27), ca. 1520 – 1535, 198 x 229 mm, gravure, papier, Londen, British Museum, inv.nr. L,67.28
- Fabel van Cupido en Psyche (plaat 28), ca. 1520 – 1535, 195 x 227 mm, gravure, papier, Londen, British Museum, inv.nr. L,67.29
- Fabel van Cupido en Psyche (plaat 28), ca. 1530 – 1560, 190 x 226 mm, gravure, papier, Londen, British Museum, inv.nr. M,44.58
- Fabel van Cupido en Psyche (plaat 29), ca. 1530 – 1560, 190 x 226 mm, gravure, papier, Londen, British Museum, inv.nr. M,44.59
- Fabel van Cupido en Psyche (plaat 29), ca. 1530 – 1560, 195 x 230 mm, gravure, papier, Londen, British Museum, inv.nr. M,44.60
- Fabel van Cupido en Psyche (plaat 29), ca. 1520 – 1535, 198 x 233 mm, gravure, papier, Londen, British Museum, inv.nr. L,67.30
- Fabel van Cupido en Psyche (plaat 30), ca. 1530 – 1560, 189 x 223 mm, gravure, papier, Londen, British Museum, inv.nr. M,44.61
- Fabel van Cupido en Psyche (plaat 30), ca. 1530 – 1560, 195 x 227 mm, gravure, papier, Londen, British Museum, inv.nr. M,44.62
- Fabel van Cupido en Psyche (plaat 30), ca. 1520 – 1535, 200 x 227 mm, gravure, papier, Londen, British Museum, inv.nr. L,67.31
- Fabel van Cupido en Psyche (plaat 31), ca. 1530 – 1560, 190 x 230 mm, gravure, papier, Londen, British Museum, inv.nr. M,44.64
- Fabel van Cupido en Psyche (plaat 31), ca. 1530 – 1560, 181 x 223 mm, gravure, papier, Londen, British Museum, inv.nr. M,44.63
- Fabel van Cupido en Psyche (plaat 31), ca. 1520 – 1535, 196 x 228 mm, gravure, papier, Londen, British Museum, inv.nr. L,67.32
- Fabel van Cupido en Psyche (plaat 32), ca. 1530 – 1560, 186 x 225 mm, gravure, papier, Londen, British Museum, inv.nr.H,6.27
- Fabel van Cupido en Psyche (plaat 32), ca.1530 – 1560, 189 x 225 mm, gravure, papier, Londen, British Museum, inv.nr. M,44.65
- Fabel van Cupido en Psyche (plaat 32), ca. 1520 – 1535, 195 x 226 mm, gravure, papier, Londen, British Museum, inv.nr. L,67.33
- Fabel van Cupido en Psyche, ca. 1530 – 1560, 190 x 226 mm, gravure, papier, Londen, British Museum, inv.nr. M,44.48
- Fabel van Cupido en Psyche, ca. 1520 – 1535, 190 x 220 mm, gravure, papier, Londen, British Museum, inv.nr. L,67.24
- Psyche Leaves for the Underworld, ca. 1531 – 1532, 190 x 228 mm, gravure, papier, Los Angeles, County Museum of Art, inv. nr. M.88.91.367
- Psyche Opens the Fateful Box, ca. 1531 – 1532, 200 x 231 mm, gravure, papier, Los Angeles, County Museum of Art, inv. nr. M.88.91.364
- Psyche's Sisters Persuade Her That a Serpent Is Sleeping with Her, ca. 1531 – 1532, 241 x 346 mm, Los Angeles, County Museum of Art, inv. nr. M.88.91.197
- zonder titel, ca. 1530 – 1560, 189 x 221 mm, gravure, papier, Londen, British Museum, inv.nr. 1973.U.177

##### Peter Paul Rubens
- Homme, un genou à terre ; homme et femme : Psyché dans la barque de Charon, 4de kwart 16de eeuw – 1ste helft 17de eeuw, 157 x 219 mm, tekening, papier, Parijs, Louvre Museum, inv. nr. 20243
- Kaïn vervloekt door God, 1605, 272 x 175 mm, tekening, papier, Londen, The Courtauld Gallery, inv. nr. D.1978.PG.322

##### Johann Sadeler
- Kaïn en Abel, 1576, 202 x 278 mm, gravure, papier, Londen, British Museum, inv.nr. 1910,0208.15
- Kaïn en Abel, 1576, 203 x 277 mm, gravure, papier, Londen, British Museum, inv.nr.1873,1213.585
- Kaïn en Abel, 1576, 204 x 275 mm, gravure, papier, Londen, British Museum, inv. 1973,0915.441
- Kaïn en Abel, 1576, 205 x 276 mm, gravure, papier, Londen, British Museum, inv.nr. 1910,0208.16
- Thesaurus sacrarum historiarum veteris testamenti, elegantsissimis imaginabus expressum excellentissimorum in hac arte virorum opera: nunc primum in lucem editus History of Cain and Abel, 1576, 208 x 278 mm, gravure, papier, Londen, British Museum, inv.nr. 1968,1018.1.10
- Thesaurus sacrarum historiarum veteris testamenti, elegantsissimis imaginabus expressum excellentissimorum in hac arte virorum opera: nunc primum in lucem editus History of Cain and Abel, 1576, 206 x 276 mm, gravure, papier, Londen, British Museum, inv.nr. 1968,1018.1.12
- Thesaurus sacrarum historiarum veteris testamenti, elegantsissimis imaginabus expressum excellentissimorum in hac arte virorum opera: nunc primum in lucem editus History of Cain and Abel, 1576, 203 x 279 mm, gravure, papier, Londen, British Museum, inv.nr. 1968,1018.11
- Thesaurus sacrarum historiarum veteris testamenti, elegantsissimis imaginabus expressum excellentissimorum in hac arte virorum opera: nunc primum in lucem editus History of Cain and Abel, 1576, 206 x 280 mm, gravure, papier, Londen, British Museum, inv.nr. 1973,0915.439

##### Nepomuk Strixner
- Galerie des Freères Boisserée, 1820, 388 x 293 mm, litho, papier, Londen, British Museum, inv.nr. 1860,0114.153
- Galerie des Freères Boisserée, 1823, 392 x 296 mm, litho, papier, Londen, British Museum, inv.nr. 1860,0114.154

##### Agostino Veneziano
- Fabel van Cupido en Psyche (plaat 4), ca. 1520 – 1536, 192 x 223 mm, gravure, papier, Londen, British Museum, inv.nr. M,44.8
- Fabel van Cupido en Psyche (plaat 4), ca. 1520 – 1536, 197 x 229 mm, gravure, papier, Londen, British Museum, inv.nr. M,44.9
- Fabel van Cupido en Psyche (plaat 7), ca. 1520 – 1536, 190 x 232 mm, gravure, papier, Londen, British Museum, inv.nr. M,44.14
- Fabel van Cupido en Psyche (plaat 7), ca. 1510 – 1530, 195 x 235 mm, gravure, papier, Londen, British Museum, inv.nr. M,44.15
- Fabel van Cupido en Psyche (plaat 8), ca. 1520 – 1535, 198 x 235 mm, gravure, papier, Londen, British Museum, inv.nr. L,67.7
- Fabel van Cupido en Psyche (plaat 13), ca. 1520 – 1535, 197 x 231 mm, gravure, papier, Londen, British Museum, inv.nr. L,67.13
- Fabel van Cupido en Psyche (plaat 13), ca. 1520 – 1536, 173 x 230 mm, gravure, papier, Londen, British Museum, inv.nr. M,44.26

##### Enea Vico
- zonder titel, 1545, 170 x 132 mm, gravure, papier, Londen, British Museum, inv.nr. 1874,0711.1287

#### Origineel ontwerp door Coxcie

##### Naar Meester met de Teerling

###### Anoniem
- Cupidon et Psyché dans le lit nuptial, 19de eeuw, 523 x 375 mm, tekening, papier, Parijs, Louvre Museum, inv. nr. RF 5280.163
- Femme drapée debout, de profil vers la droite : Psyché, 16de eeuw, 127 x 510 mm, tekening, papier, Parijs, Louvre Museum, inv. nr. 12584
- Femme et enfant couchés : Psyché et Cupidon, 16de eeuw, 172 x 239 mm, tekening, papier, Parijs, Louvre Museum, inv. nr. 12630
- La vieille servante narrant l'histoire de Psyché à la jeune captive, 19de eeuw, 523 x 375, tekening, papier, Parijs, Louvre Museum, inv. nr. RF 5280.161
- Psyché allant sur l'ordre de Vénus chercher la Toison d'or, geen datering, 179 x 240 mm, tekening, papier, Parijs, Louvre Museum, inv. nr. 12612
- Psyché découvrant l'Amour, 19de eeuw, 523 x 375, tekening, papier, Parijs, Louvre Museum, inv. nr. RF 5280.162
- Psyché désespérée par la fuite de l'Amour, 16de eeuw, 232 x 168 mm, tekening, papier, Parijs, Louvre Museum, inv. nr. 12630

###### Piero Bonaccorsi
- L’Amour en Psyché, 1ste helft 16de eeuw, 123 x 250 mm, tekening, papier, Parijs, Louvre Museum, inv. nr. 10435
- Repas de l’Amour et de Psyché, 1ste helft 16de eeuw, 190 x 380 mm, tekening, papier, Parijs, Louvre Museum, inv. nr. 630

###### Giovanni Battista Mercati
- Deux femmes ailées, vues à mi-corps : deux Heures, 1ste helft 17de eeuw, 101 x 133 mm, tekening, papier, Parijs, Louvre Museum, inv. nr. 33767 .BIS
- Trois demi-figures : convives du Banquet des dieux aux noces de Psyché, 17de eeuw, 100 x 90 mm, tekening, papier, Parijs, Louvre Museum, inv. nr. 12666
- Une femme ailée tenant des fleurs : une Heure, 1ste helft 17de eeuw, 840 x 750 mm, tekening, papier, Parijs, Louvre Museum, inv. nr. 33876

##### Naar Luis de Morales

###### Maillefer
- Ecce Homo, 1860 – 1870, 335 x 247 mm, ets/gravure, papier, Londen, British Museum, inv. nr. 1872,1012.6094

##### Naar Rafael

###### Giulio Bonasone
- zonder titel, 1530 – 1560, 286 x 198 mm, gravure, papier, Londen, British Museum, inv. nr. M,44.1

##### Naar Agostino Veneziano

###### Simon Du Bois
- zonder titel, 1632 – 1708, 47 x 85 mm, tekening, papier, Londen, British Museum, inv. nr. 1932,0623.3
- zonder titel, 1632 – 1708, 38 x 67 mm, tekening, papier, Londen, British Museum, inv. nr. 1932,0623.2

## Trivia
- ZOO Planckendael in Muizen opende in 1960 de deuren op het voormalige kasteeldomein van de familie Coxie. De schilder kocht bij zijn terugkeer naar de Nederlanden dit domein dat enkele generaties in de familie bleef.
- Michiel Coxcie heeft in de Mechelse stationsbuurt een straat naar hem vernoemd gekregen.

## Galerij
- Kopies door Michiel Coxie van luiken van de Aanbidding van het Lam Gods

"Kopies
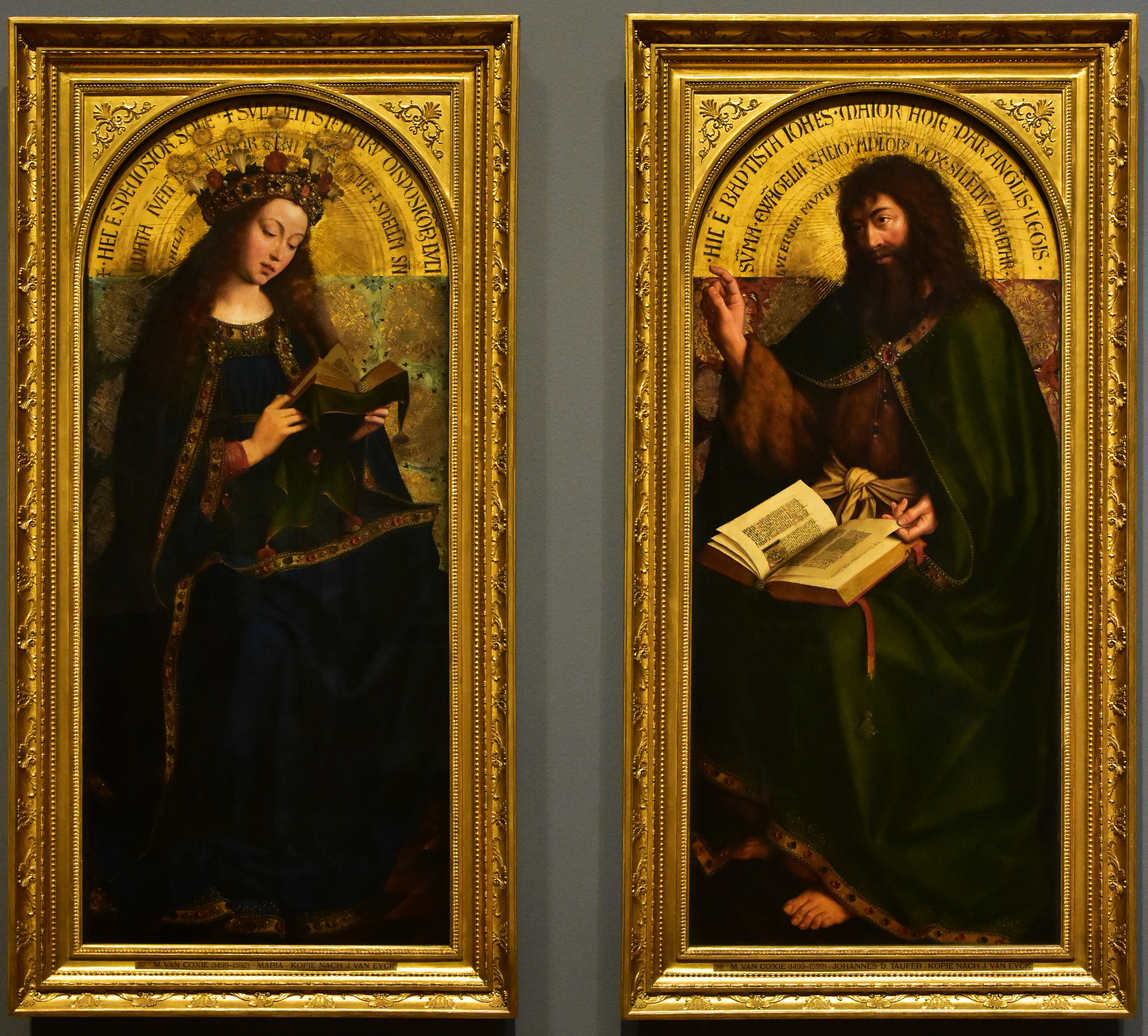
Kopie van twee panelen door Michiel Coxie (Maria en Johannes de Doper 1557-58) van de Aanbidding van het Lam Gods door Hubert en Jan van Eyck - MSK Gent
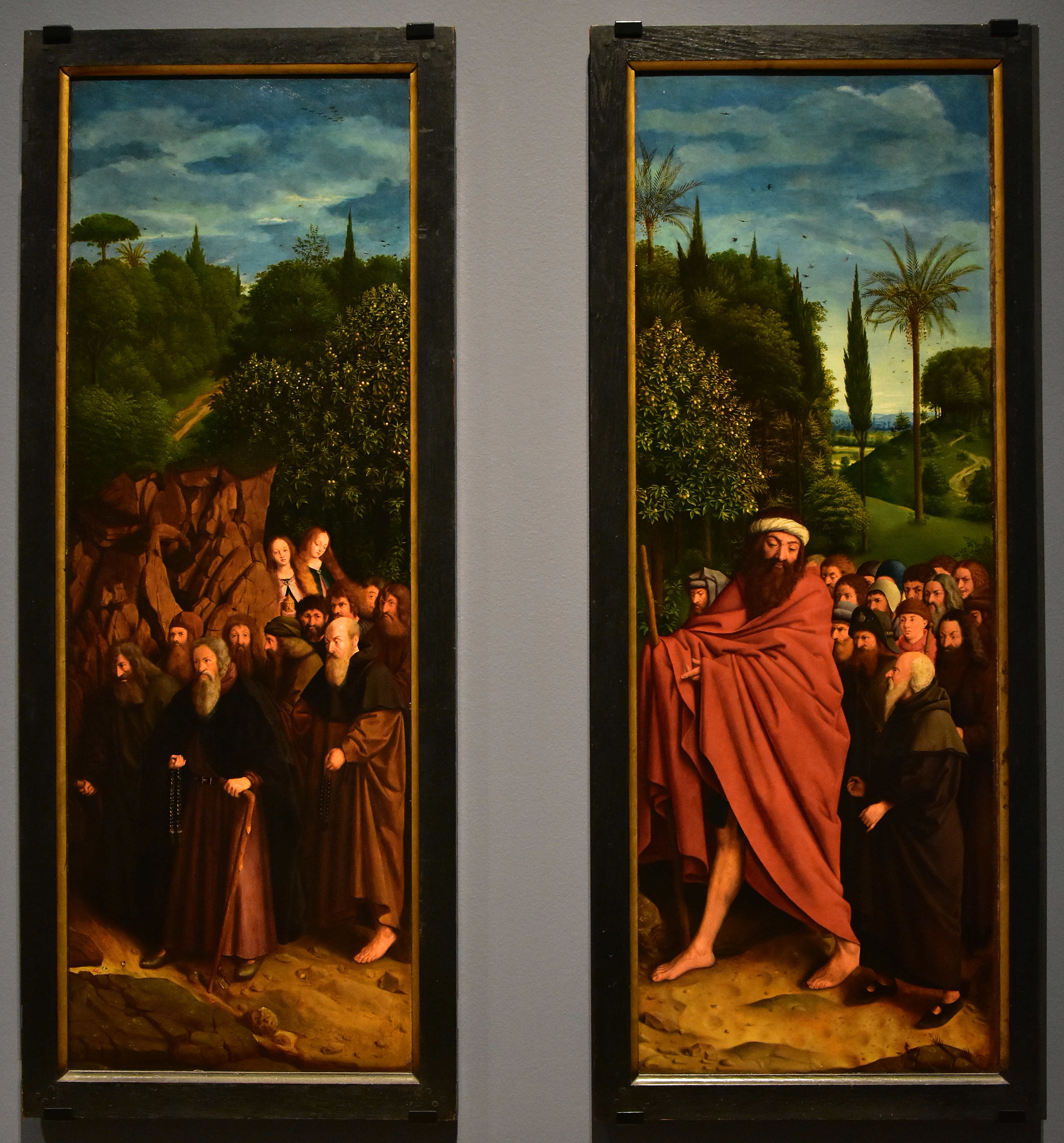
Kopie van twee panelen (heremieten en pelgrims) door Michiel Coxie in 1557-58 van de Aanbidding van het Lam Gods door Hubert en Jan van Eyck - MSK Gent
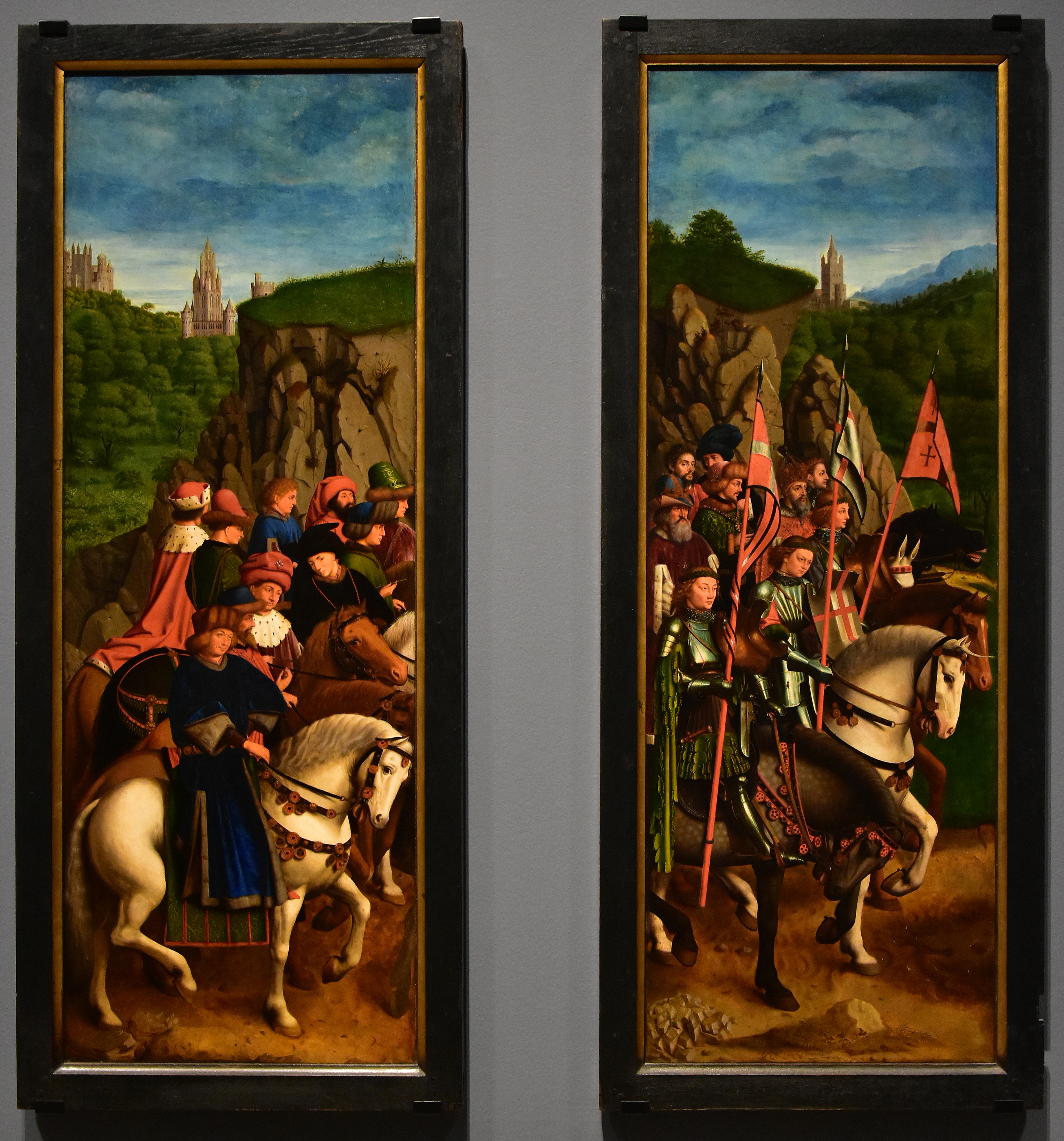
Kopie van twee panelen (rechtvaardige rechters en ridders van Christus) door Michiel Coxie in 1557-58 van de Aanbidding van het Lam Gods door Hubert en Jan van Eyck - MSK Gent
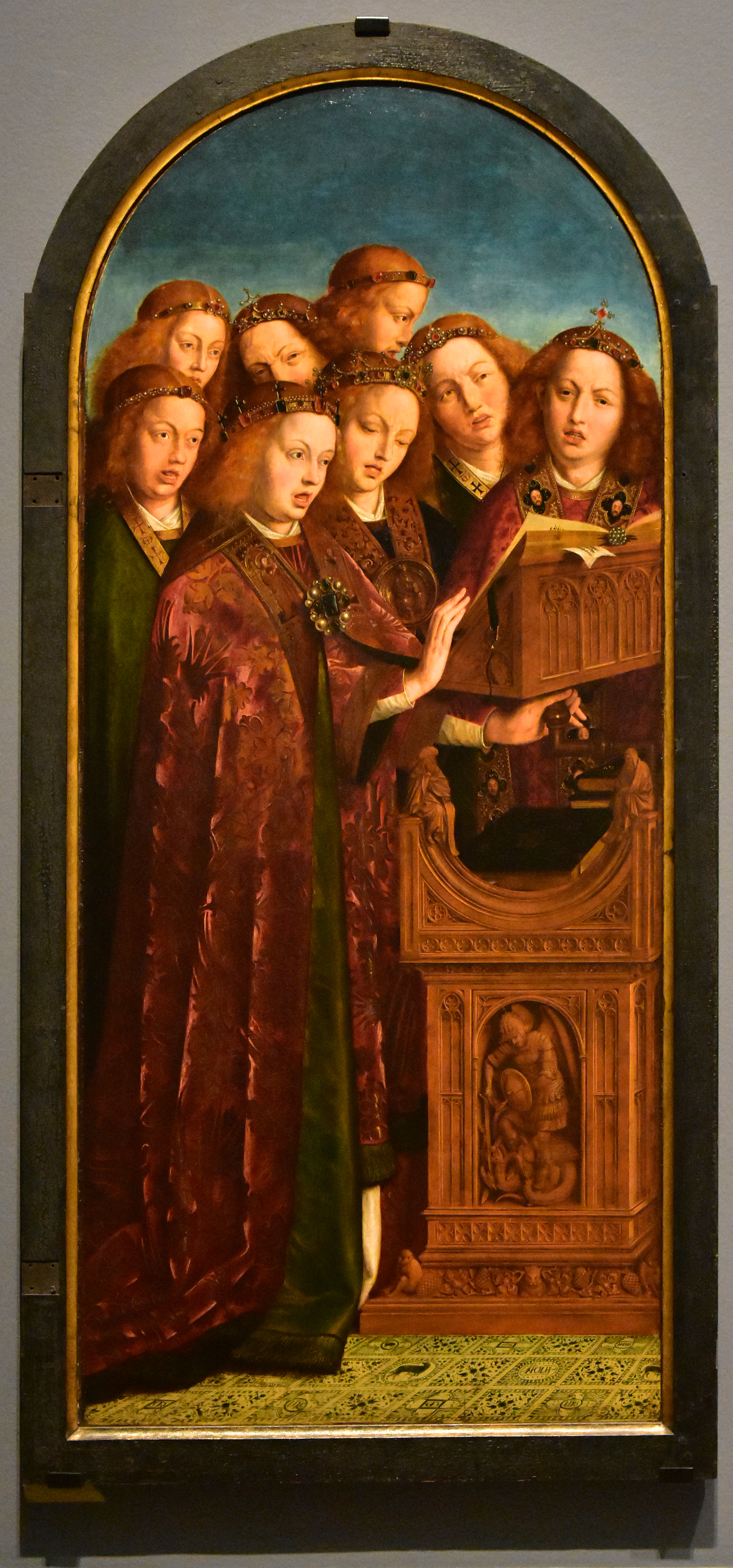
Kopie van een paneel door Michiel Coxie (Heilige Maagd 1557-58) van de Aanbidding van het Lam Gods door Hubert en Jan van Eyck - MSK Gent